# Bahnhof Selsdon

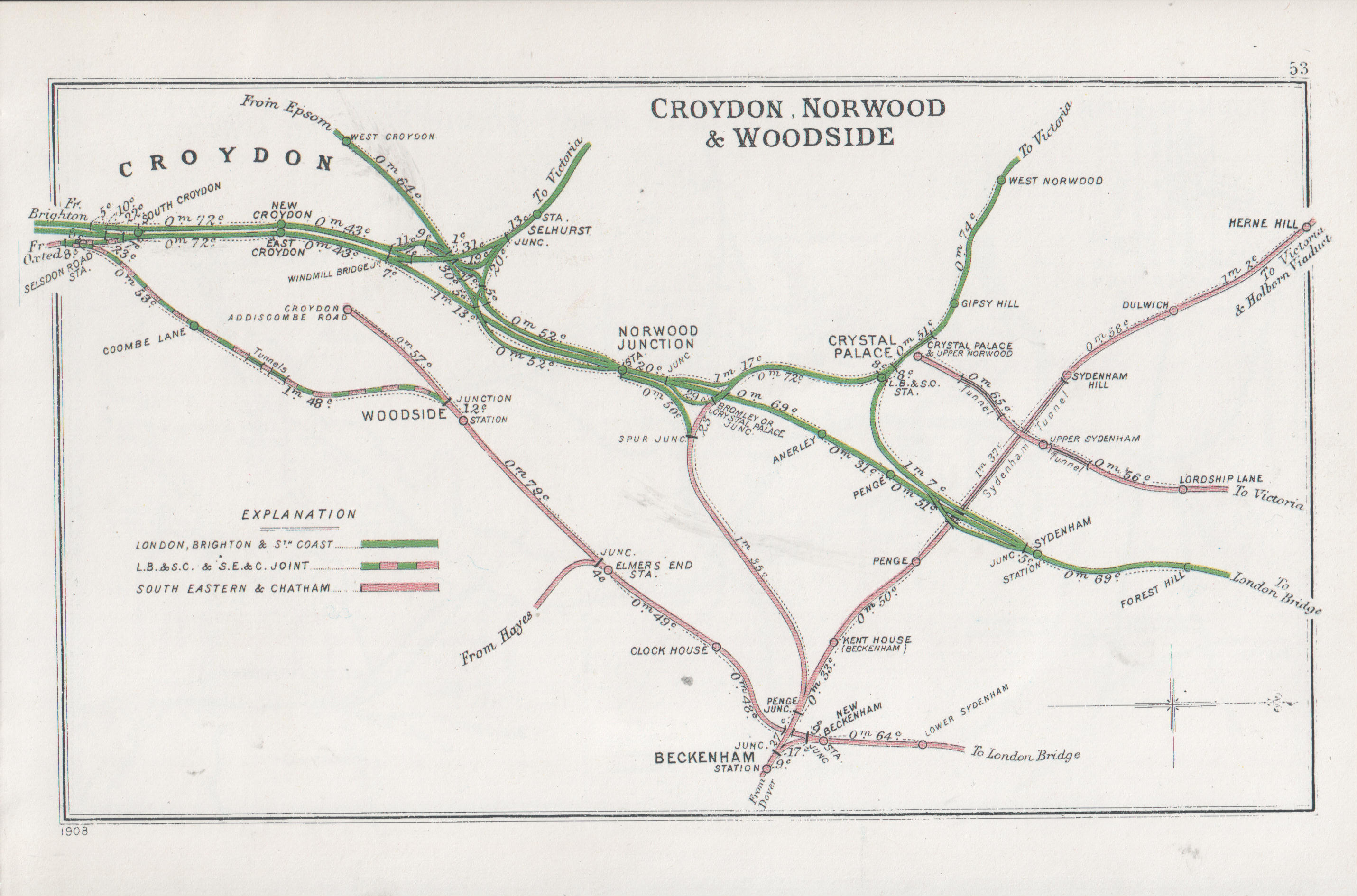
Karte der Woodside and South Croydon Railway und umgebender Bahnstrecken 1908

Der Bahnhof Selsdon lag an der Abzweigung der Croydon, Oxsted and Eat Grinstead Railway und der stillgelegten Woodside and South Croydon Joint Railway. Eröffnet wurde er im Jahre 1885 als Selsdon Road und lag 3,2 km vom Ort Selsdon entfernt.

## Geschichte
Vor der großen Zusammenfassung der britischen Eisenbahnen 1921 wurde der Bahnhof Selsdeon Road von der South Eastern Railway (SER) und der London, Brighton and South Coast Railway (LBSCR) gemeinsam betrieben. Die vier Bahnsteige (zwei für die Woodford- und zwei für die Oxstead-Strecke) waren mit der jeweiligen Ausstattung und Beschilderung der SER oder LBSCR bestückt. Der Zugang vom Empfangsgebäude zu den Bahnsteigen erfolgte durch eine Unterführung. Im Zuge des Ersten Weltkriegs wurde der Bahnhof am 1. Januar 1917 geschlossen. Die Bahnsteige der Oxted-Strecke nahmen am 1. Mai 1919 den Betrieb wieder auf und wurden am 14. Juni 1959 endgültig geschlossen. Zu diesem Zeitpunkt wurden sie noch von drei Zügen am Tag genutzt.
Die Woodside-Strecke wurde für gelegentliche Sonderfahrten offengehalten und behielt den regulären Personenverkehr bis zur Elektrifizierung der Strecke nach Sanderstead am 30. September 1935. Gleichzeitig wurde der Bahnhof in Selsdon umbenannt, ein Versuch, ihn für Fahrgäste attraktiver zu machen. Viele Fahrgäste nutzten lieber den nahegelegenen Bahnhof South Croydon, wo deutlich mehr Züge verkehrten.
Der Verkehr wurde von zwei Stellwerken gelenkt: „Selsdon Nord“ für die Woodside-Strecke, die Richtung London zum Teil zum Wenden von Zügen verwendet wurde, und „Selsdon Süd“ (ab 1935 „Selsdon“) für die Oxted-Strecke. Nach der Zusammenlegung der Stelltechnik schloss Stellwerk Nord am 22. September 1935. Das südliche Stellwerk mit 22 Stellhebeln blieb bis zum 1. April 1984 in Betrieb. Ab 1934 dienten ein privates Abstellgleis und eine Kreuzung für die Materialanlieferung einer Dachdeckerfirma südlich der Abzweigung.
Ein Güterbahnhof mit Viehpferch und ein Steinbruch wurden kurz nach dem Bahnhof eröffnet. 1894 installierte die Anglo-American Oil Company hier Öltanks. Der Güterverkehr wurde am 7. Oktober 1968 eingestellt, wobei die Öltanks noch bis 1993 genutzt wurden, die über die Reste der Woodside-Strecke erreicht wurden.
Der letzte Personenzug hielt in Selsdon, der letzten mit Gas beleuchteten Station in London, am 13. Mai 1983. Die Woodside-Strecke wurde drei Tage später offiziell stillgelegt. Die Gebäude waren in den 1960er Jahren abgerissen worden, nur ein kurzes Stück Überdachung über der Unterführung bleib. Eine Holzhütte als Fahrkartenschalter wurde aufgebaut, jedoch nur selten besetzt.
| Vorhergehende Station | Bahnstrecke                                          | Nachfolgende Station |
| --------------------- | ---------------------------------------------------- | -------------------- |
| Spencer Road Halt     | Woodside and South Croydon Railway (Southern Region) | Sanderstead          |
| South Croydon         | Croydon and Oxted Joint Railway (Southern Region)    | Sanderstead          |

## Situation heute
Es sind noch Überreste der Oxted-Bahnsteige und des Woodside-Bahnsteigs Richtung Süden zu sehen. Der zugewachsene Güterbahnhof und das Öllager lassen sich von der Fußgängerbrücke Dornton Road erblicken. An der Stelle des Empfangsgebäudes steht heute eine Lagerhalle.
Die Züge der Relation: East Croydon – South Croydon – Oxted durchfahren den Bahnhof ohne Halt.